# HAVCR1
HAVCR1, или TIM-1 (англ. Hepatitis A virus cellular receptor 1, или англ. T-cell immunoglobulin and mucin domain 1 (TIM-1) ) — мембранный белок, продукт гена HAVCR1. Член семейства белков TIM (T cell transmembrane, immunoglobulin, and mucin), которые играют критическую роль в регулировании активности иммунных клеток, в особенности в ответ на вирусную инфекцию. Семейство включает 8 генов (от TIM-1 до TIM-8), из которых у человека присутствуют 3: TIM-1, TIM-3 и TIM-4. Кроме этого, белок участвует в процессах аллергического ответа, астмы и толерантности к транспланту.

## Функции
Белки семейства TIM являются гликопротеинами клеточной поверхности, в структуре которых присутствуют иммуноглобулино-подобный домен, муциновый домен определённой длины, один трансмембранный домен и короткий C-концевой цитоплазматический фрагмент.
TIM-1 экспрессирован преимущественно на клетках Th2 и действует как стимулирующая молекула в процессе активации T-лимфоцитов. TIM-3 находится на клетках Th1 и Tc1 и функционирует как ингибиторный белок, который опосредует апоптоз этих клеток. TIM-4 представлен на антигенпредставляющих клетках и модулирует фагоцитоз апоптозных клетеок за счёт взаимодействия с фосфатидилсерином клеточной мембраны апоптозных клеток.

## Структура
Белок состоит из 364 аминокислот, молекулярная масса — 39,25 кДа. Это мембранный белок, содержит единственный трансмембранный участок. Содержит иммуноглобулиновый домен V-типа и домен с 12 аминокислотными повторами (V-P-T-T-T-T).